# Twente (gouw)
Twente vormde in de Frankische tijd een gouw, een gebied bestrijkend dat heden ruwweg de huidige Nedergraafschap Bentheim en het oostelijke gedeelte van Overijssel omvat. De naam Twente is waarschijnlijk van de stam der Tubanten ontleend. De gouw komt het eerst naar voren in het jaar 797 als pagus Northtuianti (Noord-Twente).

## Norhttuianti
Ook in 799 wordt het gebied nog Norht- en later North Tueanti genoemd, maar in 851 pagus Thuehenti en in de 11e eeuw Tuuente, Thuente. In vermoedelijk de 11e eeuw kwam het noordelijk deel van Noord-Twente in de macht van de heren van Bentheim.

## Bestuur
Uit een briefwisseling van Bisschop Bernulf (rond 1050 gedateerd) blijkt dat toentertijd een zekere Godescalcus Graaf van Twenthe was ("infra comitatum Godescalci comitis Thuente nuncupatum"), en ook blijkt uit deze brief dat Gore, of het huidige plaatsje Goor in die tijd als hoofdstad aangezien werd. De graaf hield hier zijn platicum of zetel; van munt- en tolrechten is nog geen sprake.

## Gemeenschappen
Uitdrukkelijk wordt in oude geschriften genoemd dat Wilsum en Uelsen (tegenwoordig in Duitsland) tot dit gebied behoorden. In Oldenzaal moest sprake zijn geweest van een soort centrumfunctie, hier lag een handelsroute en lokale markt.